# Kimberley-Proces
Het Kimberley-Proces is een internationaal samenwerkingsverband met het oog op zelfregulering tussen landen, NGO's en de diamantindustrie om conflictdiamanten uit de internationale diamanthandel te weren om zo te voorkomen dat met de opbrengst ervan rebellengroeperingen worden gefinancierd die oorlog voeren tegen legitieme regeringen.

## Totstandkoming
De Britse NGO Global Witness bracht in 1998 voor het eerst aan het licht dat de Angolese rebellenbeweging UNITA zichzelf financierde door illegaal gedolven diamant te verkopen. De VN legde sancties op en verbood de handel in diamant met Angola die buiten de overheid om verliep. De sancties werden echter omzeild en een panel van experts kreeg de opdracht te onderzoeken hoe. Het rapport daarover kwam in maart 2000 en noemde de betrokken landen, bedrijven en personen bij naam. Ook werd duidelijk dat rebellen in Sierra Leone en de Democratische Republiek Congo met bloeddiamanten gefinancierd werden. Op het piekmoment in 1999 vertegenwoordigden conflictdiamanten bijna vier procent van de wereldhandel in diamant.
In 2000 werd de handel in bloeddiamanten door Global Witness en de Canadese NGO Partnership Africa Canada onder de aandacht gebracht. In mei 2000 kwamen de diamantproducerende landen van zuidelijk Afrika samen in het Zuid-Afrikaanse diamantcentrum Kimberley om hierover te spreken. In september volgde een ministriële bijeenkomst in Pretoria.
Omdat de VN zelf niet bij machte was de sancties ook af te dwingen nam de Algemene Vergadering op 1 december 2000 resolutie 55/56 aan. In deze resolutie vroeg ze aan de landen om een certificatiesysteem voor diamant op te zetten dat de herkomst van de stenen moest verzekeren.
In november 2002 leidden de onderhandelingen tussen landen, NGO's en bedrijven tot de creatie van het Certificatiestelsel van het Kimberley-Proces dat door meer dan vijftig landen werd geratificeerd. Het systeem trad op 1 januari 2003 officieel in voege.

## Deelnemers en waarnemers

De deelnemende landen.

Deelname aan het Kimberley-Proces staat vrij aan alle landen van de wereld. In mei 2014 namen de Europese Unie als vertegenwoordiger van haar lidstaten en 53 landen deel. Zij vertegenwoordigen zo'n 99,8 procent van de wereldwijde productie van ruwe diamant. Daarnaast waren er toen zes kandidaat-deelnemers die nog niet aan de minimumvoorwaarden voldeden. Het Kimberley-Proces werkt met een roterend voorzitterschap van één jaar.
Vier organisaties hebben de rol van waarnemer. Zij kijken toe op de effectiviteit van het certificatiestelsel en leveren expertise:
- Afrikaanse Vereniging van Diamantproducenten (ADPA)
- Burgermaatschappelijke Coalitie
- Ontwikkelingsinitiatief Diamant (DDI)
- Werelddiamantraad (WDC)

## Procedures
Onder het certificatiestelsel moet elke lading ruwe diamant die een internationale grens overschreidt vervoerd worden in een beveiligde container vergezeld van een door de overheid gevalideerd certificaat. Dat certificaat moet beveiligd zijn tegen vervalsing, een uniek nummer hebben en de inhoud van de lading beschrijven.
De deelnemende landen mogen enkel diamanten verhandelen met elkaar en moeten ongecertifieerde ladingen verbieden. Eenmaal aangekomen in het land van bestemming moeten de diamanten verhandeld worden met garanties. Die garantie komt neer op een paragraaf die op elke factuur moet staan en die stelt dat de verkoper garandeert dat de diamanten op legitieme wijze verkregen werden. Kopers moeten deze garanties bijhouden zodat men bij een doorlichting kan bewijzen dat men aan het Kimberley-Proces voldoet. Elke garantie op een verkoopfactuur moet overeenkomen met een garantie op een aankoopfactuur.